# جيسو أوينغبو
إيمانويل أولوفونميلايو أودوموسو (1915-1988) المعروف بشكل أساسي بلقبه جيسو أوينغبو والذي يعني "يسوع أوينغبو" كان زعيم طائفة دينية ادعى أنه يسوع المسيح الذي عاد، أصبح حفيده، جاكوب أودوموسو، وشريكه هاري ووكر أنبياء، أسس الكلية العالمية للتجديد في لاغوس. كان يعتبر نفسه مسيحًا، وكانت معتقداته الشخصية تشمل الحقوق الجنسية الليبرالية وتراكم رأس المال. عمل أعضاء الطائفة في مختلف أعمال الحركة، وأسسوا اقتصادًا قائمًا بذاته داخل الحركة.

## حياته
تلقى أودوموسو تدريبه كنجار، وخدم في إدارة البريد خلال الحرب العالمية الثانية. كان عضوًا فعالًا في نقابة عمال البريد، وأدى الإضراب العام في عام 1945 إلى انسحابه من الإدارة. عمل في مجال النجارة وفتح متجراً في جزيرة لاغوس بالقرب من شارع أويل ميل. ومع ذلك، عانى من صعوبات في عمله كنجار وكان مدينًا باستمرار، وسُجن لمدة ستة أشهر بتهم وجهها له دائنوه. خلال هذه الفترة، حضر أودوموسو العديد من الكنائس البروتستانتية في لاغوس، لكنه سرعان ما ادعى أنه تلقى رؤى وأحلامًا من الله. ففسر بعض الرؤى بأنها رؤى مسيانية وأنه تم اختياره كمسيح جاء لفداء العالم. بدأ ميلاده الجديد بعقد اجتماعات مسائية بالقرب من متجره.
في يونيو 1955، أعلن أودوموسو علنًا أنه يسوع الذي عاد إلى الحياة:

### الكلية العالمية للتجديد
في البداية، كان عدد الجماعة صغيرًا، إذ لم يكن من الممكن إحصاء سوى 30 عضوًا في عام 1954. أسس كنيسة لإعطاء العشور لمساعدة الفقراء، كما شجع أودوموسو الأعضاء على تمويل بعثاته الإنجيلية. بدأت حركته في النمو بشكل أفضل، وساعد على هذا النمو تبرع من أحد المتحولين الأثرياء الذي قدم ممتلكاته لاستخدام أودوموسو. كانت إحدى تلك العقارات في إيبوتي ميتا. منذ تأسيس الحركة، كان الأعضاء يعيشون في مساكنهم الخاصة، ولكن بعد الحركة إلى إيبوتي ميتا، طلب منهم أودوموسو مغادرة منازلهم والعيش في عقارات مستأجرة بالقرب من مبنى الكنيسة. أعلن الأعضاء عن ثرواتهم لأودوموسو الذي أخذ 10٪ من العشور.
ولتوسيع حركته، بدأ في إلقاء عظته باستخدام مكبرات الصوت الموضوعة خارج قاعة الكنيسة، في مكان قريب من سوق أوينغبو، حيث كان يُطلق عليه أحيانًا بازدراء اسم "جيسو أوينغبو". وفي الموقع الجديد بدأ يشدد على التواضع والطاعة، ولإدخال الأعضاء الذكور الجدد، كان يضربهم بتسع ضربات من القصب. في عام 1959، أعلن نفسه يسوع، وخفف من خطبه وبدأ في إنشاء مشاريع تجارية مختلفة لتمويل القدس الجديدة. ومن بين المشاريع كانت هناك مطاعم ومخابز، ثم توسع إلى العقارات، ومحلات الحلاقة والإقامة. من الناحية الاقتصادية، وفرت أعماله المختلفة الأجور لأتباعه. في عام 1960، أدى انشق معظم أعضاء كنيسته. لكن أودوموسو لم يبدو أنه يمانع، لأنه لمواصلة مشاريعه التجارية، كان بحاجة إلى عمال مخلصين يخدمونه.
كلية الإعادة التأهيل العالمية التي أنشأها أودوموسو، أصبحت أول كنيسة كبيرة في أفريقيا. في ذروتها، كان لدى المنظمة أكثر من 2000 متابع، يجتمعون أسبوعياً في البلدية على شارع مانور في لاغوس للأنشطة الدينية.
كانت ممارسات أودوموسو الجنسية أقل محافظة من الطوائف المسيحية الأخرى ويقال إنه أسس الحقوق الجنسية على العديد من النساء داخل طائفته.
توفي أودوموسو في عام 1988.